# Johannes Podolinus
Johannes Podolinus, född i Ekeby socken, död 1640 i Tåby socken, var en svensk präst.

## Biografi
Johannes Podolinus föddes i Ekeby socken. Han var son till kyrkoherden därstädes Olavus Johannis Vadstenensis. Podolinus blev 25 mars 1612 student vid Uppsala universitet och sedan i Rostock. Han orerade där 1614 och blev 1629 kyrkoherde i Tåby församling. Han avled 1640 i Tåby socken.

### Familj
Podolinus gifte sig med en dotter till kyrkoherden Johannes Eld i Skeppsås socken. De fick tillsammans sonen Gustaf som mellan 1648 och 1656 var kapten.